# Liste der Bodendenkmale im Vogtlandkreis

Karte des Vogtlandkreises

In der Liste der Bodendenkmale im Vogtlandkreis sind die Bodendenkmale im Vogtlandkreis nach dem Stand der Auflistung von Harald Quietzsch und Heinz Jacob aus dem Jahr 1982 aufgeführt. Eventuelle Änderungen und Ergänzungen, insbesondere aus der Zeit nach der Wende, sind nicht berücksichtigt, da für Sachsen aktuell keine neueren allgemein zugänglichen Bodendenkmallisten vorliegen. Die Kulturdenkmale sind in der Liste der Kulturdenkmale im Vogtlandkreis aufgeführt.
Diese Liste ist eine Teilliste der Liste der Bodendenkmale in Sachsen.

## Aufteilung
Wegen der großen Anzahl von Bodendenkmalen im Vogtlandkreis ist diese Liste in Teillisten nach den Städten und Gemeinden aufgeteilt.
| Karte | Bodendenkmale in …      | Denkmale |
| ----- | ----------------------- | -------- |
|       | Adorf/Vogtl.            |          |
|       | Auerbach/Vogtl.         |          |
|       | Bad Brambach            |          |
|       | Bad Elster              |          |
|       | Bergen                  |          |
|       | Bösenbrunn              |          |
|       | Eichigt                 |          |
|       | Ellefeld                |          |
|       | Elsterberg              |          |
|       | Falkenstein/Vogtl.      |          |
|       | Grünbach                |          |
|       | Heinsdorfergrund        |          |
|       | Klingenthal             |          |
|       | Lengenfeld              |          |
|       | Limbach                 |          |
|       | Markneukirchen          |          |
|       | Mühlental               |          |
|       | Muldenhammer            |          |
|       | Netzschkau              |          |
|       | Neuensalz               |          |
|       | Neumark                 |          |
|       | Neustadt/Vogtl.         |          |
|       | Oelsnitz/Vogtl.         |          |
|       | Pausa-Mühltroff         |          |
|       | Plauen                  |          |
|       | Pöhl                    |          |
|       | Reichenbach im Vogtland |          |
|       | Rodewisch               |          |
|       | Rosenbach/Vogtl.        |          |
|       | Schöneck/Vogtl.         |          |
|       | Steinberg               |          |
|       | Theuma                  |          |
|       | Tirpersdorf             |          |
|       | Treuen                  |          |
|       | Triebel/Vogtl.          |          |
|       | Weischlitz              |          |
|       | Werda                   |          |